# Caryl ap Rhys Pryce
Caryl ap Rhys Pryce (Vizianagaram, 30 settembre 1876 – Cockermouth, 26 novembre 1955) è stato un militare e rivoluzionario gallese, noto per il suo ruolo nella ribellione magonista del 1911 in Bassa California.
Era nato il 30 settembre 1876 a Vizianagaram, Andhra Pradesh, India britannica, figlio del tenente colonnello Douglas Davidson Pryce e Georgie Hunter Carter. Era il fratello minore del generale Sir Henry ap Rhys Pryce.
Pryce assunse il comando della legione straniera nella ribellione dopo l'uccisione del suo precedente comandante Stanley Williams. Costrinse i proprietari della regione di Mexicali a contribuire alle operazioni del suo esercito. Il 9 maggio 1911 Pryce e i suoi soldati presero il controllo di Tijuana in una battaglia con le truppe governative. Qui istituì anche un regime di tasse e dazi doganali. Con le dimissioni di Porfirio Díaz da presidente del Messico, Pryce rassegnò le dimissioni dal comando della legione straniera di fronte al rifiuto di Ricardo Flores Magón di accettare il trattato di Ciudad Juárez.
Pryce era un discendente diretto del combattente per la libertà gallese Owain Glyndŵr. Oltre alla sua partecipazione alla rivoluzione messicana, fu anche poliziotto coloniale britannico, soldato e ufficiale.

## Biografia

### Africa e guerra boera
Combatté nella prima guerra Matabele con l'arruolamento della polizia britannica del Sudafrica nel maggio 1897 sotto il comando di R.C. Nesbitt. Si unì alla divisione D Troop Mashontaland e partecipò all'assalto alla roccaforte di Matshayongombi, dove fu utilizzata la dinamite per far saltare i ribelli fuori dalle loro caverne fortificate. Nel corso di quattro giorni, 278 ribelli si arresero, ma altri centinaia furono sepolti nella roccia. Poco dopo, Pryce ottenne una licenza di prospezione dal Commissario minerario di Umtali, ma le sue dieci richieste nel paese di Manica si rivelarono infruttuose.
Nella seconda guerra boera, si distinse come un tiratore eccezionale, perseguitando e attaccando regolarmente posizioni boere. Pryce si arruolò nella Polizia a cavallo di Natal a Pietermaritzburg nel maggio 1898. Il servizio attivo seguì durante la guerra boera, inclusi sei mesi nell'Imperial Light Horse nel 1900, prima dell'impiego nella polizia sudafricana nello stesso anno. Commissionato come secondo tenente nel gennaio 1903, continuò a servire come comandante distrettuale di Bethlem, Springfontein, Flicksburg e Jacobsdal, periodo in cui agì anche come magistrato.

### Gringo rivoluzionario
Nel 1908 si unì al 6th Duke of Connaught's Own Rifles, l'unità della milizia locale. Ma con gli affari che andavano male e nel timore di essere sposato dalla signora della sua vita, Pryce prese una decisione tipica del momento. Mentre camminava a tarda notte si imbatté sul traghetto per Los Angeles, e senza ulteriori pensieri o dire a nessuno delle sue intenzioni saltò a bordo. Arrivato a Los Angeles nel gennaio 1911, senza un centesimo a suo nome, le sue prospettive erano desolate e la popolazione locale soffriva di un'elevata disoccupazione.
Tuttavia, l'arrivo di Pryce a Los Angeles coincise con l'intensificata attività di Ricardo Flores Magón, un rivoluzionario messicano in esilio con l'ambizione di estromettere il presidente del suo paese, Porfirio Díaz. Quest'ultimo era al potere da 30 anni ed era sotto pressione crescente da un altro rivoluzionario detto Madero, i cui "Generali" sarebbero poi diventati Pancho Villa ed Emiliano Zapata.
Magón era costantemente sorvegliato da agenti sia statunitensi che messicani e, sebbene temesse di essere estradato in patria per affrontare il plotone di esecuzione, pianificò una rivoluzione in Bassa California, proprio sul confine statunitense. Trovandosi a Los Angeles, fu in grado di farlo approfittando delle masse calpestate e ottenne il loro sostegno come avanguardia della rivoluzione socialista. E quello che ottenne tramite i volontari fu davvero un miscuglio molto misto, che comprendeva "disertori dell'esercito statunitense, banditi di frontiera, detenuti fuggiti, mercenari e soprattutto Caryl ap Rhys Pryce" (Gringo Revolutionary, The Amazing Adventures of Caryl Ap Rhys Pryce, di J. Humphries, si riferisce), quest'ultimo senza dubbio attratto da una taglia di 100 dollari e uno stipendio di un dollaro al giorno, per non parlare della promessa di 160 acri di terra libera in Bassa California, se gli obiettivi di Magón fossero stati raggiunti.
Tra un gruppo di 18 volontari, Pryce fu guidato attraverso il confine in Messico dal Generalissimo José María Leyva, e il suo secondo in comando, Simón Berthold, i suoi compagni mercenari tra cui un altro veterano della guerra boera, "Melbourne" Hopkins dall'Australia, e diversi disertori dell'esercito statunitense, il più importante dei quali doveva diventare Stanley Williams. Scarsamente armati, i rivoluzionari si unirono a un partito di indiani, "l'unica cosa che li distingueva come un esercito, l'emblema anarchico, piccoli fiocchi rossi, appuntati nelle maniche" (Humphries).
Alla fine di gennaio 1911, Leyva conquistò la città di confine di Mexicali senza alcuna grande resistenza e arruolò prigionieri dalla prigione locale per aumentare le sue forze, notizia che Magón fu in grado di usare a suo vantaggio a Los Angeles, dove si fecero avanti più volontari, ma data la vicinanza di Mexicali al confine statunitense, era inevitabile che Washington fosse coinvolta, una richiesta inviata al presidente Díaz per affrontare la "rivolta". In risposta a questa richiesta, il governatore dello stato, il colonnello Celso Vega, accompagnato da 100 poliziotti, partì per una marcia forzata di 10 giorni attraverso le montagne verso Mexicali. Esausto per la marcia, la sua piccola forza era mal preparata ad affrontare i trincerati "Magonistas", e dopo una battaglia campale di due ore in cui diversi uomini furono uccisi, le forze messicane fuggirono portando con sé il ferito Vega.
La conoscenza militare dei veterani era venuta alla ribalta, portando Stanley Williams a prendere il comando dei Magonisti e non perse tempo a imprimere la sua nuova autorità sull'esercito ribelle. Dichiarando che voleva agire rapidamente, lui, Pryce e Hopkins, insieme ad altri 40 gringos, dirottarono un treno per razziare Algodones a circa 30 miglia lungo la linea verso l'Arizona. I ponti furono fatti saltare, le linee telegrafiche tagliate e gli abitanti terrorizzati furono mandati in fuga attraverso il confine (Humphries).
Le incursioni in corso sul bestiame e altre attività causarono estremo disagio tra i ricchi proprietari terrieri statunitensi nella Imperial Valley, che a loro volta esercitarono ulteriori pressioni su Washington e, in ultima analisi, sul presidente Díaz, affinché facessero qualcosa.
La risposta arrivò il 6 marzo quando, come racconta Humphries, "il Dipartimento della Guerra annunciò la più grande mobilitazione di truppe e navi militari mai intrapresa dagli Stati Uniti in tempo di pace". Ventimila soldati, un quinto dell'esercito statunitense, insieme alla maggior parte della flotta del Pacifico, 2 000 marines richiamati dalla loro base di Guantánamo a Cuba, stavano convergendo al confine con il Messico". La relativa stabilità del governo di Díaz era stata positiva per l'investimento di 1 miliardo di dollari degli Stati Uniti in Messico, ma la pressione esercitata su quella stabilità dai Magonisti accampati vicino al loro confine stava chiaramente mettendo alla prova la loro pazienza diplomatica.
L'8 aprile, il colonnello Mayol e 600 soldati regolari del "Fighting Eighth" messicano, con il supporto dell'artiglieria, avanzarono fino a cinque miglia da Mexicali. Williams e Pryce uscirono per incontrarli con quello che fu chiamato il 2º battaglione dell'Esercito Liberale nella Bassa California, meglio conosciuta come la "Legione Straniera" - una forza di 80 uomini, di cui solo 30 a cavallo - e caddero in un'imboscata in un campo di grano aperto nel John Little's Ranch di mitragliatrici messicane e pezzi di artiglieria. Humphries riprende la storia: i proiettili urlavano in alto, sollevando grandi nuvole di polvere e sabbia, i Magonistas che si tuffavano per ripararsi nei crateri scavati nel deserto. Bloccato da due chiacchieroni Hotchkisses, con Williams che muore al suo fianco, parte della sua testa saltata via...Pryce inviò Bill "Dynamite", l'uomo più anziano del 2º battaglione, ad attaccare le mitragliatrici con le sue bombe fatte in casa...Strisciando fino al bordo del canale Encina, accese le micce dall'estremità del suo sigaro, lanciando le sue bombe contro il nemico...Convinti che gli insurrectos avessero l'artiglieria, i messicani si sono ritirati per un po'.
In effetti, una delle bombe di Bill fece fuoriuscire una mitragliatrice e Pryce e alcuni dei suoi compagni riuscirono a scappare, ma non prima di notare che i messicani non erano dell'umore giusto per fare prigionieri, bombardando i loro feriti dove cadevano nel campo di mais. Ormai, per i 40 o giù di lì Magonisti sopravvissuti, afferma Humphries, Pryce "era un mercenario, puro e semplice, l'unico uomo in grado di condurli all'inafferrabile pentola d'oro, se esistesse", e di conseguenza fu nominato loro Generalissimo.
La causa Magonista stava ora iniziando ad attirare i titoli dei giornali negli Stati Uniti ei giornalisti stavano affrontando il viaggio attraverso il confine per avere la possibilità di un'intervista con l'enigmatico gallese. In un'intervista, apparsa sul Sunset Magazine, poco dopo il massacro al John Little's Ranch, Pryce affermò che i suoi uomini erano "un bel bullo. Pensavo di perderne la metà dopo il primo incontro, ma sembra che abbia solo bagnato il loro fischio. Tuttavia, non hanno guardato i propri morti e questo fa la differenza. Perderò molti di loro se non do loro più azione. I giovani segugi! Devono averlo". Non tutto andò bene, tuttavia, perché l'approccio gentiluomo di Pryce al comando non riuscì a impedire l'emergere di partiti dissenzienti, forse non del tutto sorprendente dato che i suoi ranghi includevano diversi noti criminali statunitensi che avevano attraversato il confine per evitare il cappio del boia - in effetti Pryce fu costretto a ordinare l'esecuzione di almeno due dei suoi uomini, uno per stupro e l'altro per omicidio.
A maggio, con una forza che ora ammonta a 200 uomini a cavallo, Pryce decise di catturare la città del gioco d'azzardo di Tijuana, un viaggio in cui i suoi uomini dovettero attraversare un terreno molto difficile, che variava dai deserti afosi alle cime gelide delle montagne. La città era presidiata da 100 uomini, ma l'attacco mattutino di Pryce si assicurò rapidamente il perimetro meridionale, a quel punto invitò il comandante delle piazza ad arrendersi. Avendo rifiutato la sua offerta, le forze di Pryce si fecero avanti per completare l'occupazione della città, i suoi uomini che non mostravano pietà e "combattevano come demoni, ripetutamente precipitando trincee o roccaforti di fronte a una vera pioggia di piombo", combattimenti che costarono 18 morti ai messicani e sette uccisi alla forza di Pryce. La via era ora aperta per avanzare sulla capitale Ensenada. Tuttavia, la vittoria a Tijuana fu oscurata dalla cattura di Ciudad Juárez da parte del generale Maderista Orozco, il cui sviluppo persuase Pryce che aveva bisogno di più armi e munizioni prima di continuare la sua avanzata. Di conseguenza, in compagnia di "Melbourne" Hopkins, attraversò il confine sotto una presunta identità per incontrare il rappresentante di Magón a San Diego, ma all'arrivo scoprì che il suo pseudonimo era quasi inutile, gli eventi in Messico attirarono i titoli dei giornali - infatti Pryce e Hopkins furono inondati di bevande gratuite, il primo avendo raggiunto lo status di celebrità locale come "Il Robin Hood messicano". Allertate della loro presenza, le autorità statunitensi si mossero e li arrestarono il 19 maggio, quindi li sollecitarono attraverso un procedimento presso il tribunale distrettuale il giorno successivo, ma solo affinché il Dipartimento della Guerra autorizzasse il loro rilascio dopo che non era stata assicurata alcuna prova per trattenerli.
Ritornato alle sue truppe a Tijuana, Pryce fu sgomento nello scoprire che Díaz aveva firmato un trattato con Madero il 25 maggio, il primo in fuga in Francia e il secondo ormai prossimo a prendere il potere a seguito delle imminenti elezioni. Con la sua posizione insostenibile, Pryce attraversò il confine per Los Angeles per uno scontro finale con Magón, che fino a quel momento era stato di scarsa assistenza; lasciarsi alle spalle una Tijuana che un osservatore descrisse come "vivere sull'orlo di un vulcano; senza un uomo sano di mente in tutta la città, solo anarchia». Nelle parole di Pryce:
Stava diventando così serio che sono venuto a Los Angeles per vedere la Junta e scoprire cosa intendevano fare. Loro non avevano soldi, e noi non avevamo munizioni ed era inutile muoversi verso Ensenada. Così, quando ho scoperto che la maschera era finita, ho risposto ai ragazzi a Tijuana e ho consigliato loro di sciogliersi. Hopkins e io siamo venuti a nord per cercare qualcos'altro. Forse un giorno potremmo tornare indietro. Potrei tenere la Bassa California con 1 000 uomini e un paio di pistole.
I suoi uomini ricevettero l'ordine da Magón di continuare a battere la Bandiera Rossa, ma in realtà, senza l'acume militare di Pryce e munizioni sufficienti, il loro futuro era desolante, e il 22 giugno, una settimana dopo la partenza di Pryce, Vega tornò con una forza che superava il numero dei Magonisti sei contro uno, e riprese Tijuana e massacrò gli insurrectos fino all'ultimo uomo.
Da parte sua, Pryce fu intercettato da agenti dell'FBI appena a nord di San Francisco, il console messicano chiedeva che fosse estradato per affrontare accuse di incendio doloso e omicidio, accuse che aveva negato con veemenza e accuse di essere stato scagionato dal commissario Van Dyke nel tribunale distrettuale della California meridionale il 28 settembre 1911 - l'udienza era durata una settimana, attirando una grande quantità di servizi giornalistici, ed era piena di intrighi, uno dei principali testimoni della difesa fu assassinato prima che avesse la possibilità di dare prove che favorirono Pryce. Comunque sia, Pryce fu scagionato dalla violazione delle leggi sulla neutralità e rilasciato, ritrovandosi ancora una volta nelle strade.

### Hollywood
Pryce in seguito divenne un attore di Hollywood ai tempi del cinema muto, recitando in numerosi film. Interprerò se stesso in The Colonel's Escape, basato sulla storia della rivoluzione magonista e sul suo ruolo in essa.

### Prima guerra mondiale
Pryce tornò in Canada e si unì al Fort Garry Horse a Winnipeg nel 1914, ma successivamente trasferì il grado di tenente alla 5ª brigata, Canadian Field Artillery, Humphries affermando che "dopo dieci mesi di addestramento, salpò con il Canadian Expeditionary Force in Inghilterra a bordo della SS Irishman, trasferendosi nuovamente all'arrivo alla Royal Field Artillery, attaccata alla 38ª divisione (gallese), di cui suo fratello maggiore, Harry, era un ufficiale di stato maggiore.
Pryce fu nominato ufficiale comandante della batteria "A", 119ª brigata di artiglieria da campagna, ed entrò nel teatro di guerra francese con la sua batteria nel novembre 1915. Abilmente assistito dal Sergente Maggiore della Batteria E.G. Horlock, che descrisse nel suo diario come un "tesoro", Pryce assistette a pesanti combattimenti sulla Somme nel 1916, quando gli fu ordinato di mettere le sue pistole in posizione dietro Fricourt, non lontano da Mametz Wood, uno degli obiettivi della famosa offensiva di luglio. Il giorno prima, quando parte del suo diario fu spazzato via da un pezzo di scheggia tedesca, lui e altri due ufficiali stavano ricontrollando le posizioni tedesche a Contalmaison quando s'imbatterono in una posizione di mitragliatrice nemica detenuta da 17 tedeschi, i quali si arresero agli ufficiali britannici dopo un furioso scambio di colpi. Alla fine di maggio 1917, la sua batteria era in posizione in attesa dell'assalto a Messines, "ma poco prima che iniziasse Pryce fu colpito alla spalla da una raffica di schegge il 3 giugno. Sufficientemente gravemente ferito da essere invalido a casa, trascorse il resto della guerra al comando di una Brigata di artiglieria di riserva ad Aldershot. Menzionato due volte nei dispacci (London Gazette 4 gennaio 1917 e 23 agosto 1917 riferiscono), fu pubblicato sulla Gazzetta Ufficiale per il suo Distinguished Service Order il giorno in cui fu ferito, un premio che si ritiene derivasse dalla sua precedente cattura del posto di mitragliatrice nemica sulla Somme.

### Vita privata
Sposò Ellen Mary Wilkinson, figlia di Thomas Loiseleur Wilkinson e Mary Valentina Alexander, dell'Abbazia di Neasham, Durham, nell'ottobre 1918, a Eastbourne, nel Sussex.
Morì il 26 novembre 1955 al Cottage Hospital, Cockermouth, Cumberland, Inghilterra.